# 제프 데이비스 (아칸소 정치인)

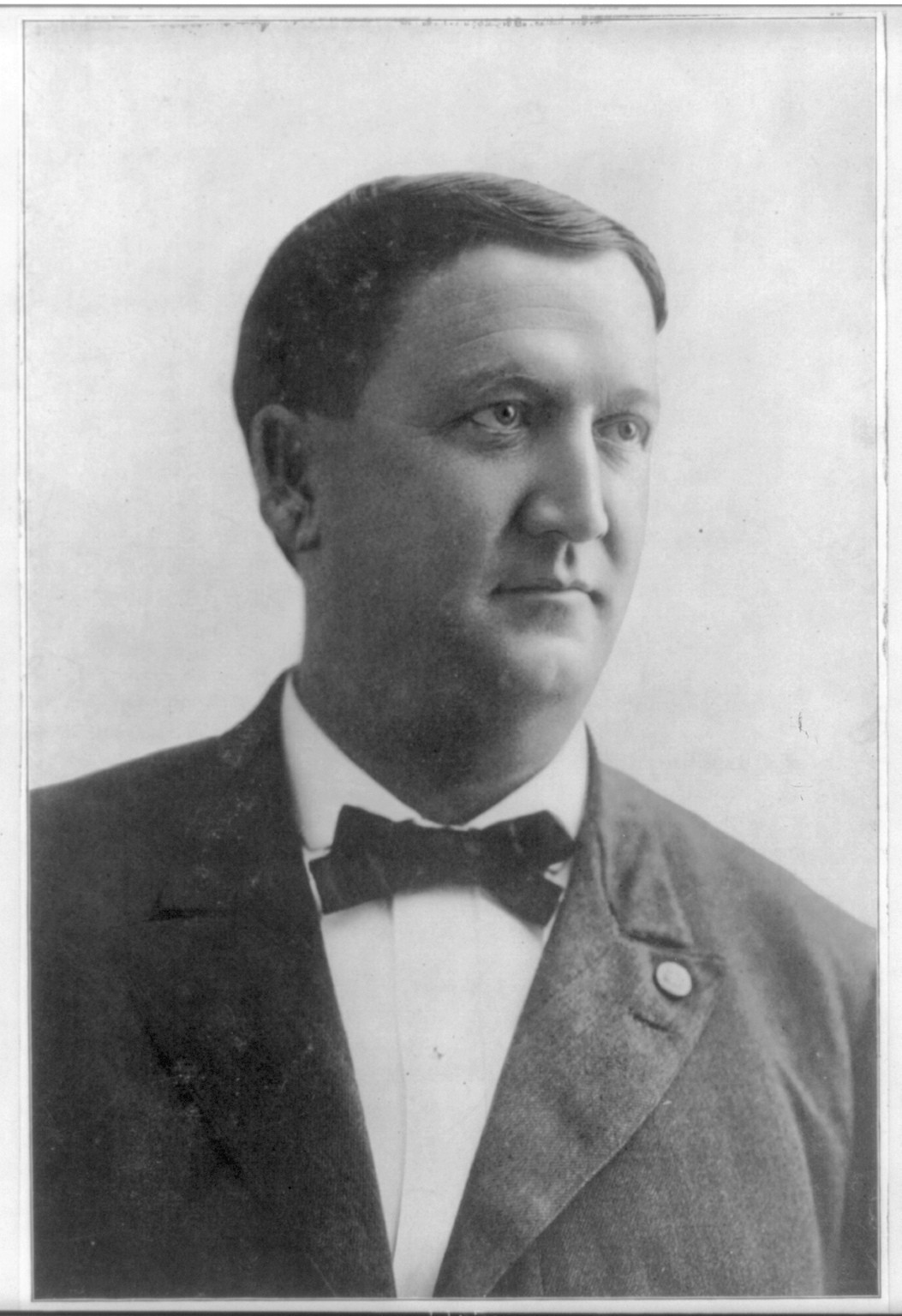

제퍼슨 데이비스(영어: Jeff Davis, 1862년 5월 6일 ~ 1913년 1월 3일)는 미국의 정치가로 아칸소주의 주지사와 연방 상원의원을 역임하였다. 그는 19세기 후반부터 20세기 초반까지 남부에 영향을 끼친 정치가들 중 한 명으로 꼽힌다.

## 역대 선거 결과
| 선거명      | 직책명                  | 대수 | 정당   | 득표율  | 득표수   | 결과 | 당락                   |
| ----------- | ----------------------- | ---- | ------ | ------- | -------- | ---- | ---------------------- |
| 1900년 선거 | 아칸소 주지사           | 20대 | 민주당 | 66.66%  | 88,636표 | 1위  | 아칸소 주지사 당선     |
| 1902년 선거 | 아칸소 주지사           | 20대 | 민주당 | 64.60%  | 77,354표 | 1위  | 아칸소 주지사 당선     |
| 1904년 선거 | 아칸소 주지사           | 20대 | 민주당 | 60.97%  | 90,263표 | 1위  | 아칸소 주지사 당선     |
| 1906년 선거 | 상원의원 (아칸소 제2부) | 60대 | 민주당 | 100.00% | 1표      | 1위  | 아칸소주 상원의원 당선 |